# Великі Луки (Барановицький район)
Великі Луки (біл. Вялікія Лукі) — село в Білорусі, у Барановицькому районі Берестейської області. Орган місцевого самоврядування — Великолуцька сільська рада.

## Населення
За переписом населення Білорусі 2009 року чисельність населення села становило 423 особи.

## Особистості

### Народилися
- Михайло Каханович, білоруський політичний і громадський діяч, педагог, редактор, публіцист.